# Llista de topònims de Bràfim
Llista de topònims (noms propis de lloc) del municipi de Bràfim, a l'Alt Camp
Informació actualitzada per un bot. Els canvis manuals es perdran quan s'actualitzi!

## barraca de vinya
| imatge | Nom                  | Ubicat a | instància de     | Detalls                     | coordenades                                                 | Protecció                                  | Commons (més fotos) | Dades a WD                    |
| ------ | -------------------- | -------- | ---------------- | --------------------------- | ----------------------------------------------------------- | ------------------------------------------ | ------------------- | ----------------------------- |
|        | Barraca I            | Bràfim   | barraca de vinya | Estil: arquitectura popular |                                                             | bé integrant del patrimoni cultural català |                     | Modifica les dades a Wikidata |
|        | Barraca III          | Bràfim   | barraca de vinya | Estil: arquitectura popular |                                                             | bé integrant del patrimoni cultural català |                     | Modifica les dades a Wikidata |
|        | Barraca IV           | Bràfim   | barraca de vinya | Estil: arquitectura popular |                                                             | bé integrant del patrimoni cultural català |                     | Modifica les dades a Wikidata |
|        | Barraca IX           | Bràfim   | barraca de vinya | Estil: arquitectura popular |                                                             | bé integrant del patrimoni cultural català |                     | Modifica les dades a Wikidata |
|        | Barraca V            | Bràfim   | barraca de vinya | Estil: arquitectura popular |                                                             | bé integrant del patrimoni cultural català |                     | Modifica les dades a Wikidata |
|        | Barraca VI           | Bràfim   | barraca de vinya | Estil: arquitectura popular |                                                             | bé integrant del patrimoni cultural català |                     | Modifica les dades a Wikidata |
|        | Barraca VII          | Bràfim   | barraca de vinya | Estil: arquitectura popular |                                                             | bé integrant del patrimoni cultural català |                     | Modifica les dades a Wikidata |
|        | Barraca VIII         | Bràfim   | barraca de vinya | Estil: arquitectura popular |                                                             | bé integrant del patrimoni cultural català |                     | Modifica les dades a Wikidata |
|        | Barraca X            | Bràfim   | barraca de vinya | Estil: arquitectura popular |                                                             | bé integrant del patrimoni cultural català |                     | Modifica les dades a Wikidata |
|        | Barraca XIII         | Bràfim   | barraca de vinya | Estil: arquitectura popular |                                                             | bé integrant del patrimoni cultural català |                     | Modifica les dades a Wikidata |
|        | Barraca XIV          | Bràfim   | barraca de vinya | Estil: arquitectura popular |                                                             | bé integrant del patrimoni cultural català |                     | Modifica les dades a Wikidata |
|        | Barraca XV           | Bràfim   | barraca de vinya | Estil: arquitectura popular |                                                             | bé integrant del patrimoni cultural català |                     | Modifica les dades a Wikidata |
|        | Barraca del Camprubí | Bràfim   | barraca de vinya | Estil: arquitectura popular |                                                             | bé integrant del patrimoni cultural català |                     | Modifica les dades a Wikidata |
|        | Barraca del Sanabra  | Bràfim   | barraca de vinya | Estil: arquitectura popular |                                                             | bé integrant del patrimoni cultural català |                     | Modifica les dades a Wikidata |
|        | barraques de Bràfim  | Bràfim   | barraca de vinya |                             | 41° 16′ 30″ N, 1° 20′ 30″ E / 41.275°N,1.3416666666666668°E |                                            |                     | Modifica les dades a Wikidata |

## casa
| imatge | Nom                                 | Ubicat a | instància de | Detalls                                                    | coordenades                                                                      | Protecció                                  | Commons (més fotos)                          | Dades a WD                    |
| ------ | ----------------------------------- | -------- | ------------ | ---------------------------------------------------------- | -------------------------------------------------------------------------------- | ------------------------------------------ | -------------------------------------------- | ----------------------------- |
|        | Cal Garriga                         | Bràfim   | casa         |                                                            | 41° 16′ 09″ N, 1° 20′ 31″ E / 41.2691°N,1.34194°E ca:Carrer d'Avall, 17          | bé integrant del patrimoni cultural català | Cal Garriga (Bràfim)                         | Modifica les dades a Wikidata |
|        | habitatge a l'avinguda Catalunya, 7 | Bràfim   | casa         | Estil: arquitectura modernista arquitectura eclèctica 1911 | 41° 16′ 06″ N, 1° 20′ 27″ E / 41.268456°N,1.340904°E ca:Avinguda Catalunya 7     | bé integrant del patrimoni cultural català | Habitatge a l'avinguda Catalunya, 7 (Bràfim) | Modifica les dades a Wikidata |
|        | habitatge al carrer Major, 5        | Bràfim   | casa         | Estil: arquitectura eclèctica 19th century                 | 41° 16′ 08″ N, 1° 20′ 27″ E / 41.268847°N,1.340775°E ca:carrer Major, 5 237 msnm | bé integrant del patrimoni cultural català | Habitatge al carrer Major, 5 (Bràfim)        | Modifica les dades a Wikidata |

## edifici
| imatge | Nom                                                              | Ubicat a | instància de | Detalls                                                   | coordenades                                                                     | Protecció                                  | Commons (més fotos)                      | Dades a WD                    |
| ------ | ---------------------------------------------------------------- | -------- | ------------ | --------------------------------------------------------- | ------------------------------------------------------------------------------- | ------------------------------------------ | ---------------------------------------- | ----------------------------- |
|        | Celler Cooperatiu de Bràfim                                      | Bràfim   | edifici      | Estil: noucentisme                                        | 41° 16′ 01″ N, 1° 20′ 19″ E / 41.2669°N,1.338554°E ca:Avinguda Catalunya, 64-70 | bé integrant del patrimoni cultural català | Celler Cooperatiu (Bràfim)               | Modifica les dades a Wikidata |
|        | Conjunt urbanístic format per les places del Portal i de la Vila | Bràfim   | edifici      | Estil: arquitectura popular 18th century Estat: bon estat | 41° 16′ 07″ N, 1° 20′ 29″ E / 41.268748°N,1.34125°E ca:Centre urbà              | bé cultural d'interès local                | Places del Portal i de la Vila de Bràfim | Modifica les dades a Wikidata |
|        | Probable cossiol                                                 | Bràfim   | edifici      | Estil: arquitectura popular                               |                                                                                 | bé integrant del patrimoni cultural català |                                          | Modifica les dades a Wikidata |

## església
| imatge | Nom                   | Ubicat a | instància de | Detalls                                        | coordenades                                                                      | Protecció                   | Commons (més fotos)                       | Dades a WD                    |
| ------ | --------------------- | -------- | ------------ | ---------------------------------------------- | -------------------------------------------------------------------------------- | --------------------------- | ----------------------------------------- | ----------------------------- |
|        | Mare de Déu de Loreto | Bràfim   | església     | Estil: historicisme arquitectònic 19th century | 41° 16′ 00″ N, 1° 20′ 49″ E / 41.2666°N,1.34681°E ca:Al cim del turó de Puigrodó | bé cultural d'interès local | Ermita del Lloret                         | Modifica les dades a Wikidata |
|        | Sant Jaume de Bràfim  | Bràfim   | església     | Estil: barroc                                  | 41° 16′ 07″ N, 1° 20′ 29″ E / 41.2686°N,1.34131°E ca:Plaça de la Vila, 4         | bé cultural d'interès local | Bràfim, església parroquial de Sant Jaume | Modifica les dades a Wikidata |

## granja
| imatge | Nom                | Ubicat a | instància de | Detalls | coordenades                                                         | Protecció | Commons (més fotos) | Dades a WD                    |
| ------ | ------------------ | -------- | ------------ | ------- | ------------------------------------------------------------------- | --------- | ------------------- | ----------------------------- |
|        | Granja d'en Blai   | Bràfim   | granja       |         | 41° 16′ 52″ N, 1° 20′ 14″ E / 41.2809927615984°N,1.33720006558967°E |           |                     | Modifica les dades a Wikidata |
|        | Granja d'en Jaume  | Bràfim   | granja       |         | 41° 16′ 25″ N, 1° 20′ 09″ E / 41.2736684372615°N,1.33585776720798°E |           |                     | Modifica les dades a Wikidata |
|        | Granja de Raventós | Bràfim   | granja       |         | 41° 16′ 22″ N, 1° 20′ 17″ E / 41.2727545739444°N,1.33806583412896°E |           |                     | Modifica les dades a Wikidata |
|        | Granja de Segarra  | Bràfim   | granja       |         | 41° 16′ 20″ N, 1° 21′ 02″ E / 41.2722063636494°N,1.35067537527703°E |           |                     | Modifica les dades a Wikidata |

## masia
| imatge | Nom                 | Ubicat a | instància de | Detalls | coordenades                                                         | Protecció | Commons (més fotos) | Dades a WD                    |
| ------ | ------------------- | -------- | ------------ | ------- | ------------------------------------------------------------------- | --------- | ------------------- | ----------------------------- |
|        | Mas d'Infants       | Bràfim   | masia        |         | 41° 16′ 39″ N, 1° 21′ 12″ E / 41.2773683042538°N,1.35324382858804°E |           |                     | Modifica les dades a Wikidata |
|        | Mas d'en Virgili    | Bràfim   | masia        |         | 41° 17′ 01″ N, 1° 20′ 31″ E / 41.2835550662918°N,1.34186366414051°E |           |                     | Modifica les dades a Wikidata |
|        | Masia Manset        | Bràfim   | masia        |         | 41° 16′ 18″ N, 1° 21′ 02″ E / 41.2718°N,1.35064°E                   |           |                     | Modifica les dades a Wikidata |
|        | Masia de la Màquina | Bràfim   | masia        |         | 41° 16′ 24″ N, 1° 21′ 13″ E / 41.2732°N,1.35365°E 212 msnm          |           |                     | Modifica les dades a Wikidata |
|        | Masia del Ros       | Bràfim   | masia        |         | 41° 16′ 32″ N, 1° 20′ 53″ E / 41.27565556°N,1.34802222°E 248.4 msnm |           |                     | Modifica les dades a Wikidata |
|        | Masia del Valls     | Bràfim   | masia        |         | 41° 16′ 11″ N, 1° 21′ 00″ E / 41.2696489745256°N,1.35009507465918°E |           |                     | Modifica les dades a Wikidata |
|        | la Coma del Feló    | Bràfim   | masia        |         | 41° 16′ 31″ N, 1° 20′ 33″ E / 41.2751587838944°N,1.34238664410558°E |           |                     | Modifica les dades a Wikidata |

## Misc
| imatge | Nom                                           | Ubicat a                             | instància de                                   | Detalls                                                      | coordenades                                                                                              | Protecció                                            | Commons (més fotos)       | Dades a WD                    |
| ------ | --------------------------------------------- | ------------------------------------ | ---------------------------------------------- | ------------------------------------------------------------ | --- | ---------------------------------------------------- | ------------------------- | ----------------------------- |
|        | Bràfim                                        | Bràfim                               | entitat singular de població capital municipal | 697 hab                                                      | 41° 16′ 00″ N, 1° 20′ 00″ E / 41.26667°N,1.33333°E 237 msnm                                              |                                                      |                           | Modifica les dades a Wikidata |
|        | Casa de la Vila de Bràfim                     | Bràfim                               | casa consistorial                              | Arquitecte: Cèsar Martinell i Brunet Estil: noucentisme 1923 | 41° 16′ 08″ N, 1° 20′ 28″ E / 41.2688°N,1.34111°E ca:Pl. de la Vila, 1                                   | bé cultural d'interès local                          | Casa de la Vila de Bràfim | Modifica les dades a Wikidata |
|        | Torre del Garriga                             | Bràfim Montferri                     | torre de defensa                               |                                                              | 41° 16′ 40″ N, 1° 21′ 08″ E / 41.27778°N,1.352204°E ca:Al nord-est del nucli urbà 247 msnm               | bé d'interès cultural bé cultural d'interès nacional | Torre del Garriga         | Modifica les dades a Wikidata |
|        | corral del Pubill                             | Bràfim                               | cabana                                         |                                                              | 41° 16′ 15″ N, 1° 20′ 31″ E / 41.270747732535°N,1.34193713306625°E                                       |                                                      |                           | Modifica les dades a Wikidata |
|        | font del Santuari de la Mare de Déu de Loreto | Bràfim                               | font                                           |                                                              | 41° 15′ 59″ N, 1° 20′ 47″ E / 41.26646°N,1.34633°E                                                       | bé integrant del patrimoni cultural català           |                           | Modifica les dades a Wikidata |
|        | riu Gaià                                      | Conca de Barberà Alt Camp Tarragonès | curs d'aigua                                   | Desemboca: mar Mediterrània Llarg: 59km Conca: 423.8km²      | 41° 31′ 55″ N, 1° 23′ 15″ E / 41.531903°N,1.38742°E 41° 07′ 53″ N, 1° 22′ 03″ E / 41.131362°N,1.367462°E |                                                      | Gaià River                | Modifica les dades a Wikidata |